# Louis Bernacchi

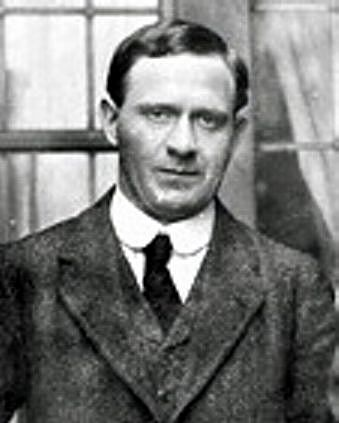
Louis Bernacchi im Jahr 1910

Louis Charles Bernacchi (* 8. November 1876 in Schaerbeek/Schaarbeek, Belgien; † 24. April 1942 in London) war ein australisch-britischer Physiker, Astronom und Polarforscher italienisch-belgischer Herkunft, der an zwei Forschungsreisen des sogenannten „Goldenen Zeitalters der Antarktisforschung“ teilnahm. Bei der Southern-Cross-Expedition (1898–1900) führte er die bis dahin wissenschaftlich genaueste Positionsbestimmung des antarktischen magnetischen Pols durch. Während der Discovery-Expedition (1901–1904) war er gemeinsam mit fünf weiteren Expeditionsteilnehmern kurzzeitig Rekordinhaber der größten Annäherung an den geographischen Südpol. Bernacchi war der erste Australier in der Antarktis und der erste Mensch, der dort dreimal überwinterte.

## Herkunft und Ausbildung

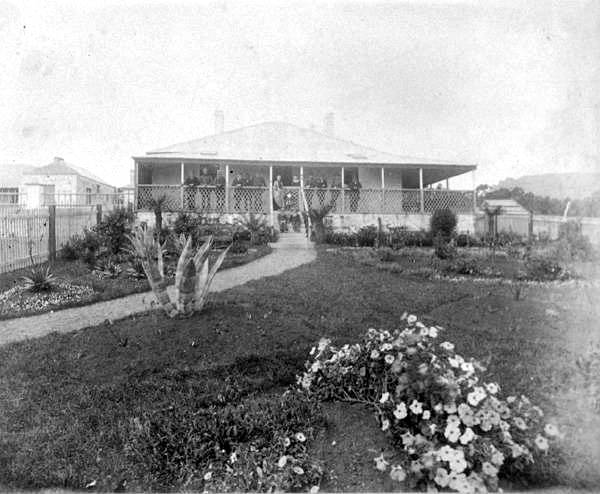
Das Anwesen der Familie Bernacchi auf Maria Island, Tasmanien etwa um 1890

Louis Bernacchi wurde als ältester Sohn des italienischen Seidenhändlers Angelo Giulio Diego Bernacchi (1853–1925) und dessen belgischer Frau Barbe (gebürtige Straetmans, 1858–1914) in der Nähe von Brüssel geboren. Seine Eltern wanderten 1884 mit ihm und seinen beiden Geschwistern Roderick Caesar (1879–1962) und Helena Theresa Amelia (1883–1970) nach Tasmanien aus. Sein Vater pachtete dort die Insel Maria Island, ließ auf ihr eine Zementfabrik erbauen, versuchte sich im Weinbau und gründete eine Siedlung mit zeitweise bis zu 250 Einwohnern, Geschäften, Schule, Post, Krankenhaus und einem 1888 errichteten Luxushotel. Das Unternehmen scheiterte jedoch 1892 wegen fehlender Rentabilität. Die zeitweilig in Melbourne lebende Familie kehrte 1897 mit den jüngeren Kindern nach London zurück, während der inzwischen volljährige Louis in Australien blieb.
Bernacchi absolvierte nach anfänglich häuslichem Privatunterricht einen Teil seiner Schulausbildung im Internat The Hutchins School in Hobart, bevor er 1895 ein Physikstudium an der Universität Melbourne begann und unter der Anleitung Pietro Baracchis, des leitenden Astronomen der Regierung von New South Wales, praktische Studien zur Astronomie und zum Erdmagnetismus am Melbourne Observatory betrieb. Während seines Studiums kam er in Kontakt mit den Arbeiten diverser australischer Komitees zur wissenschaftlichen und wirtschaftlichen Erschließung des damals noch nahezu unbekannten antarktischen Kontinents. Besonders faszinierte ihn der Bericht des späteren norwegischen Polarforschers Carsten Egeberg Borchgrevink zu dessen Teilnahme an der Antarctic-Expedition (1894–1895), bei der das vermeintlich erstmalige Betreten des antarktischen Festlands gelang.

## Southern-Cross-Expedition

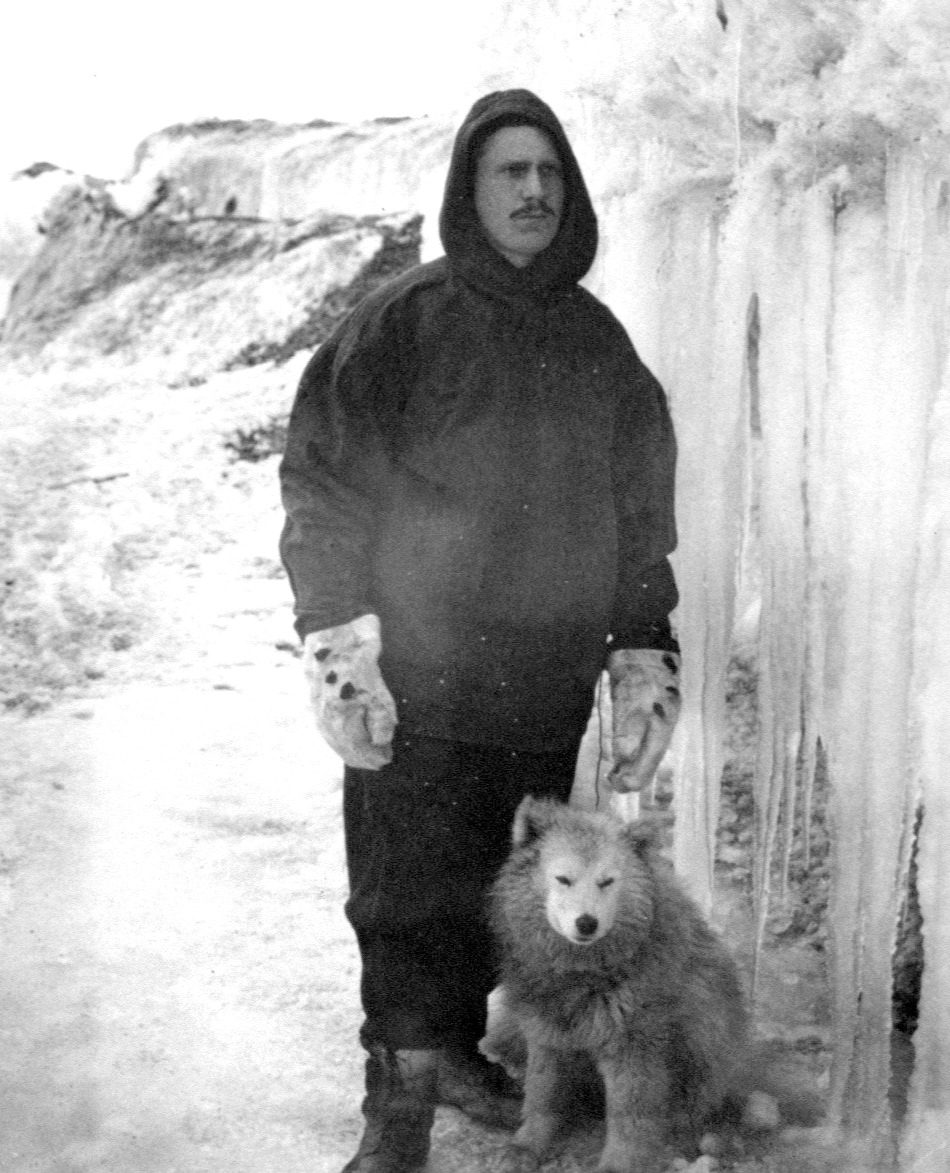
Bernacchi als Teilnehmer der Southern-Cross-Expedition im Jahr 1899

→ siehe Hauptartikel: Southern-Cross-Expedition und deren Mannschaftsliste
Im Jahr 1897 kam es in Melbourne zu einer persönlichen Begegnung zwischen Bernacchi und Borchgrevink, als sich Letzterer dort zwecks Einwerbung von Mitteln zur Finanzierung einer eigenen Antarktisexpedition aufhielt. Bernacchi war im Begriff, an der Belgica-Expedition (1897–1899) unter der Leitung des belgischen Polarforschers Adrien de Gerlache de Gomery teilzunehmen. Hierzu kam es jedoch nicht, da das Expeditionsschiff auf dem Weg in die Antarktis nicht wie geplant Melbourne anlief, so dass er vergeblich auf seine Abholung wartete. Im Mai 1898 reiste Bernacchi nach London, um sich erfolgreich bei Borchgrevink für die Teilnahme an dessen Forschungsreise in die Antarktis zu bewerben, die der kartographischen Vermessung des Zielgebiets sowie der allgemeinwissenschaftlichen Datenerhebung dienen sollte. In Bernacchis Verantwortungsbereich fiel die Durchführung geomagnetischer Untersuchungen und meteorologischer Beobachtungen sowie die fotografische Dokumentation der Expedition, die letztlich fast ausschließlich vom britischen Verleger George Newnes (1851–1910) finanziert wurde und deren Basislager sich am Kap Adare am äußersten nordöstlichen Ende des antarktischen Viktorialands befand.
Die Expedition hatte mit zahlreichen Schwierigkeiten zu kämpfen, die nicht zuletzt auf Borchgrevinks mangelnde Führungsqualitäten zurückzuführen waren. Durch die Enge und Langeweile im Quartier während der antarktischen Wintermonate 1899 war die Reizbarkeit der Expeditionsteilnehmer soweit gestiegen, dass Borchgrevink eine Meuterei befürchtete. Bernacchi war derart verärgert über Borchgrevinks leichtfertigen Umgang mit Messinstrumenten, dass er den Expeditionsleiter bat, ihn von seiner Verantwortung für das meteorologische Forschungsprogramm zu entbinden. Am 31. August entkamen Bernacchi und zwei weitere Expeditionsteilnehmer nur knapp einer tödlichen Rauchgasvergiftung durch unsachgemäßen Betrieb eines Kohleofens. Ein schwerer Schicksalsschlag war der Tod des norwegischen Zoologen Nicolai Hanson im Oktober 1899, als dieser vermutlich an Beriberi, verstärkt durch eine Darminfektion, starb. Die Unzugänglichkeit der Admiralitätsberge am Kap Adare verhinderte zudem, dass geplante Exkursionen vom Basislager in das antarktische Hinterland unternommen werden konnten.

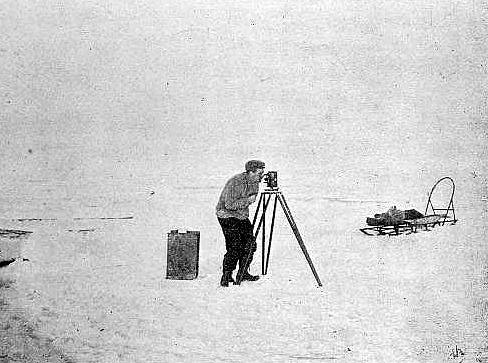
Bernacchi bei geomagnetischen Messungen auf dem Meereis

Das Expeditionsschiff Southern Cross kehrte am 28. Januar 1900 von Australien an das Kap Adare zurück, um die Landungsmannschaft wieder aufzunehmen. Anstelle einer direkten Rückkehr nach Australien führte die Expedition eine Erkundungsfahrt durch die Rossmeerregion durch. Dabei wurden einige neue Inseln entdeckt und nach dem erstmaligen Betreten des Ross-Schelfeises mit einer geographischen Breite von 78° 50’ S am 16. Februar 1900 während einer Fahrt mit Hundeschlitten ein neuer Südrekord aufgestellt. Bernacchi gelang mit Hilfe geomagnetischer Messungen insbesondere auf der Franklin-Insel, die seine einjährige Datenerhebung am Kap Adare vervollständigten, die Positionsbestimmung des antarktischen magnetischen Pols bei 73° 20′ S, 146° 0′ O im nordöstlichen Viktorialand. Die Position lag damit etwa 313 km nordwestlich zu derjenigen, die rund 60 Jahre zuvor während der Antarktisexpedition unter James Clark Ross bei 75° 5′ S, 154° 8′ O ermittelt worden war.
Nach Bernacchis Rückkehr von der Expedition nach England im Juni 1900 ernannte ihn die Royal Geographical Society zum Fellow und zeichnete ihn mit dem nach dem britischen Astronomen Cuthbert Peek (1855–1901) benannten Preis aus. Die damit verbundene finanzielle Unterstützung der Gelehrtengesellschaft erlaubten ihm die Auswertung seiner während der Forschungsreise erhobenen wissenschaftlichen Daten, die er 1901 gemeinsam mit seinen Expeditionserlebnissen im Buch To the South Polar regions veröffentlichte. In einer Rezension in der London Times lobte der Autor Bernacchis Werk und würdigte im Gegenzug Borchgrevinks Bericht in dessen Buch First on the Antarctic Continent mit der Bemerkung herab: „Mr. Bernacchi gibt uns eine sehr viel befriedigendere Vorstellung vom Navigieren durch das Packeis als Mr. Borchgrevink. In gleicher Weise vermittelt er eine umfänglichere und anschaulichere Darstellung über das Leben, das [die] Teilnehmer der Expedition am Kap Adare führten.“

## Discovery-Expedition

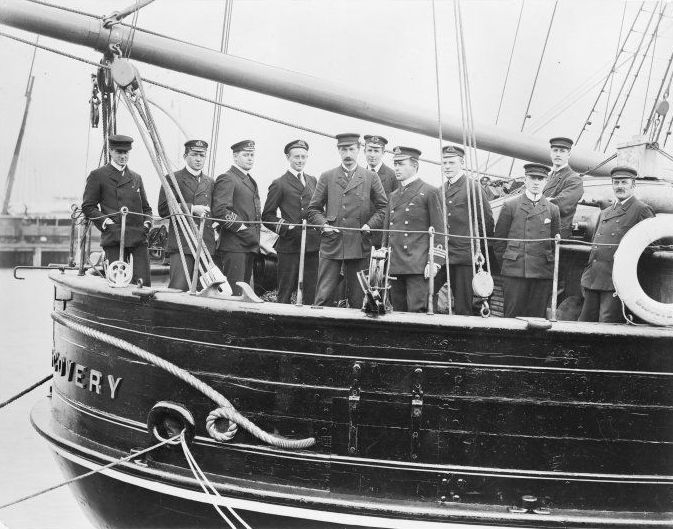
Bernacchi (Dritter von rechts) als Wissenschaftsoffizier an Bord der Discovery im neuseeländischen Lyttelton im Dezember 1901

→ siehe Hauptartikel: Discovery-Expedition und deren Mannschaftsliste
Im Juli 1901 erhielt Bernacchi ein gemeinsames Einladungsschreiben von Sir Clements Markham, Präsident der Royal Geographical Society, und des designierten Expeditionsleiters Robert Falcon Scott zur Teilnahme an der unmittelbar bevorstehenden Discovery-Expedition in die Antarktis. Beide waren auf Bernacchi durch seine Publikationen und Vorträge über die Southern-Cross-Expedition aufmerksam geworden. Er nahm die Position des ursprünglich für die Forschungsreise vorgesehenen Physikers William Shackleton (1871–1921) ein, der wieder ausgeladen worden war, nachdem er sich im Streit zwischen der Royal Geographical Society und der Royal Society um die Besetzung der Expeditionsleitung nicht für Scott, sondern für den Geologen John Walter Gregory ausgesprochen hatte. Nach anderer Darstellung waren medizinische Gründe gegen Shackleton ausschlaggebend. Ziele dieser Expedition waren meteorologische, ozeanografische, geologische, biologische und physikalische Untersuchungen im Zielgebiet. Bernacchi war der einzige der insgesamt 50 Expeditionsteilnehmer, der über Antarktis-Erfahrung verfügte.
Während die anderen Expeditionsteilnehmer mit dem Forschungsschiff Discovery seit dem 6. August 1901 nach Süden unterwegs waren, reiste Bernacchi zunächst nach Potsdam zum Geophysiker Max Eschenhagen. Von diesem ließ er sich in die Handhabung eines neuentwickelten Magnetometers mit automatischer Datenaufzeichnung einweisen, das auf der Forschungsreise mitgeführt wurde. Bernacchi stieß erst im neuseeländischen Lyttelton zur Mannschaft.
Am 9. Januar 1902 erreichte das Expeditionsschiff Kap Adare. Bernacchi bekam Gelegenheit, das Basislager der Southern-Cross-Expedition und das Grab Nicolai Hansons oberhalb des Kaps zu besuchen. Am 4. Februar stellte er nach Ankerung des Expeditionsschiffs in der Balloon Bight und Betreten des Ross-Schelfeises als Mitglied einer sechsköpfigen Schlittenmannschaft mit einer geographischen Breite von 79° 3’ S einen neuen Südrekord auf, den jedoch Scott, Edward Wilson und Ernest Shackleton bereits einige Monate später am 30. Dezember 1902 mit 82° 17′ S übertrafen.

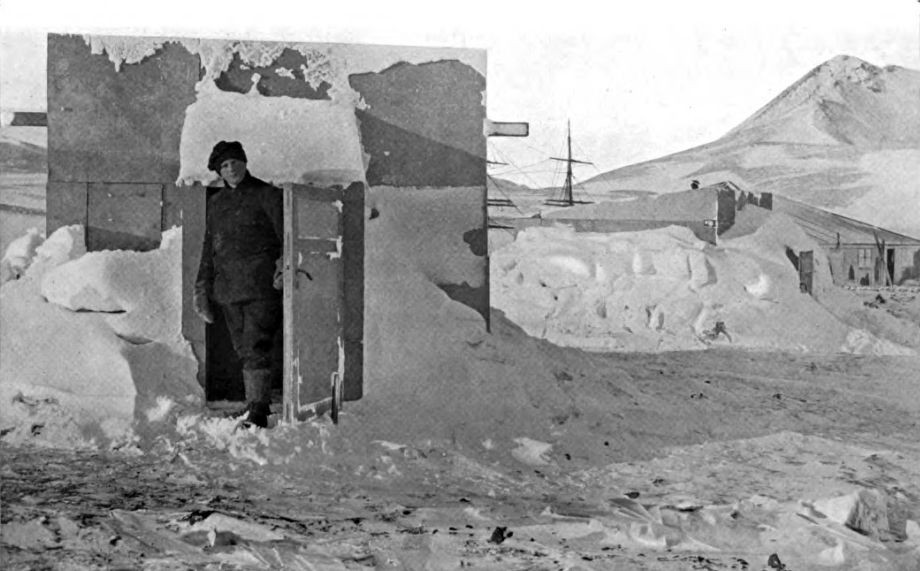
Bernacchi beim Verlassen einer der beiden Observationshütten am Hut Point im Jahr 1902

Bernacchi versuchte vergeblich, Scott davon zu überzeugen, das Basislager der Discovery-Expedition in der Wood Bay und damit in erreichbarer Nähe zur damaligen Position des antarktischen magnetischen Pols zu errichten. Stattdessen wählte Scott hierfür eine geschützte Bucht unweit des Kaps am südlichen Ende der Hut-Point-Halbinsel, das er später Kap Armitage (77° 51′ S, 166° 40′ O) nach dem stellvertretenden Expeditionsleiter Albert Armitage benannte. Gemeinsam mit Armitage und dem Zimmermannsgehilfen James Duncan (1870–unbekannt) errichtete Bernacchi nach der Ankunft am 8. Februar 1902 zwei in Deutschland vorgefertigte Observationshütten für astronomische, meteorologische und geomagnetische Untersuchungen. In seinen Verantwortungsbereich fielen auch die Bedienung des Elektrometers, seismologische und gravimetrische Messungen sowie Untersuchungen zur Polarlichtaktivität. Die Herausforderung für Bernacchis Arbeiten bestand insbesondere darin, wegen der Empfindlichkeit der Messinstrumente für konstant moderate Temperaturen in den Hütten zu sorgen, was zu Scotts Leidwesen mit einem hohen Verbrauch von Brennmaterial verbunden war. Bei einem seiner täglichen Erkundungsgänge vom Expeditionsschiff, das vor der Hut-Point-Halbinsel vertäut und im Meereis eingeschlossen als Unterkunft diente, zu den Observationshütten zog sich Bernacchi am 16. Mai 1902 in einem Schneesturm Erfrierungen zu.
Bernacchi gehörte zu dem Teil der Expeditionsmannschaft, die ein zweites Jahr in der Antarktis verbrachte. Während dieser Zeit setzte er seine wissenschaftlichen Untersuchungen fort und übernahm vom im März 1903 heimkehrenden Ernest Shackleton die redaktionelle Verantwortung für das Expeditionsmagazin The South Polar Times. Darüber hinaus nahm Bernacchi zwischen November und Dezember 1903 als Mitglied einer sechsköpfigen Mannschaft unter Leitung des Geologen Charles Royds an einem 30-tägigen Erkundungsmarsch in südöstlicher Richtung über das Ross-Schelfeis teil, bei dem er ungestört von Landmassen oder ferromagnetischen Missweisungen geomagnetische Messungen durchführte. Nach einer auf dem Siebten Internationalen Geographischen Kongress 1899 in Berlin getroffenen Vereinbarung nahm Bernacchi seine gesamten geomagnetischen Untersuchungen in Abstimmung mit der Datenerhebung Erich von Drygalskis bei dessen zeitgleich stattfindenden Gauß-Expedition (1901–1903) vor.
Nachdem die Expedition im September 1904 nach England zurückgekehrt war, begab sich Bernacchi an die umfangreiche Auswertung seiner Messergebnisse. Ein erster wissenschaftlicher Artikel dieser Arbeiten erschien im Dezember 1905 im Geographical Journal. Für seine Verdienste um die Expedition verliehen ihm 1906 König Edward VII. die Antarctic Medal und die Royal Geographical Society die silberne Polarmedaille. Darüber hinaus wurde er im selben Jahr in Frankreich zum Ritter der Ehrenlegion ernannt.

## Späteres Leben

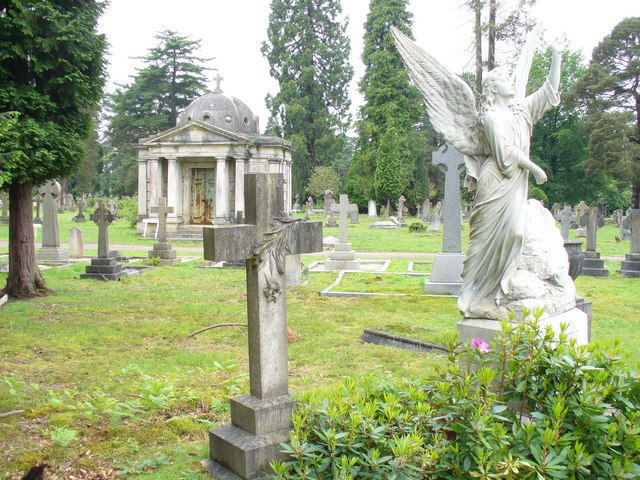
Der Brookwood Cemetery, auf dem sich das Grab von Louis Bernacchi befindet

Nach dem Ende der Discovery-Expedition ließ sich Bernacchi endgültig in England nieder. Nach einer Reise durch Deutsch-Südwestafrika und Namaqualand heiratete er am 10. Februar 1906 Winifred Edith Harris (1884–1972) in der Pfarrkirche von East Preston, Sussex. Robert Falcon Scott war sein Trauzeuge. Aus der Ehe gingen je zwei Söhne und Töchter hervor. Seinen ältesten Sohn Michael Louis (1911–1983), der von 1952 bis 1961 als Resident Commissioner des damaligen britischen Protektorats der Gilbert- und Elliceinseln tätig war, benannte Bernacchi nach Michael Barne, einem weiteren Teilnehmer von Scotts Discovery-Expedition. Gleichfalls 1906 unternahm er eine Forschungsreise zu den Quellflüssen des Amazonas in Peru. Scott wollte ihn als Teilnehmer an der Terra-Nova-Expedition (1910–1913) gewinnen, doch Bernacchi lehnte aus familiären Gründen ab. Eine politische Karriere scheiterte, nachdem er bei den Wahlen zum House of Commons im Januar und Dezember 1910 erfolglos als Kandidat der Liberal Party in Widnes bzw. in Chatham kandidiert hatte. Seinen Lebensunterhalt bestritt er hauptsächlich mit Kapitalerträgen aus Beteiligungen an Kautschukplantagen in Malaysia, auf Java und Borneo.
Zu Beginn des Ersten Weltkriegs meldete sich Bernacchi als Freiwilliger und diente im Rang eines Lieutenant Commander zunächst bei den Reservestreitkräften der Royal Navy (Royal Naval Reserve), später bei der britischen Admiralität als Mitarbeiter in der Abteilung zur U-Bootabwehr. Im Jahr 1919 wurde er für seine militärischen Verdienste mit dem Offizierskreuz des Order of the British Empire und dem United States Navy Cross ausgezeichnet.
In den Nachkriegsjahren widmete sich Bernacchi wieder seinem Kautschukgeschäft und wissenschaftlichen Tätigkeiten bei der British Science Guild, der British Association for the Advancement of Science und der Royal Geographical Society, deren Ratsmitglied er von 1928 bis 1932 war. In dieser Zeit setzte er sich persönlich für die Verleihung der Patronatsmedaille der Royal Geographical Society an Carsten Egeberg Borchgrevink ein. Pläne zu einer eigenen Antarktisexpedition hatte er 1925 aufgrund fehlender finanzieller Unterstützung aufgegeben. 1930 half er bei der Organisation einer Ausstellung in London über die Geschichte der britischen Polarforschung, und war 1931/32 an der Organisation des Zweiten Internationalen Polarjahres beteiligt. 1932 wurde er Vorsitzender des Antarctic Club. Er veröffentlichte mehrere Bücher zur Polarforschung, darunter 1933 die Biographie A Very Gallant Gentleman über den Polarforscher Lawrence Oates.
Beim Ausbruch des Zweiten Weltkriegs kehrte Bernacchi in den aktiven Dienst bei der Royal Naval Reserve zurück, um den Einsatz von U-Boot-Fallen zu koordinieren. Seine Gesundheit verschlechterte sich jedoch zusehends und schließlich starb er 65-jährig am 24. April 1942 an den Folgen einer durch ein Magengeschwür hervorgerufenen Blutung in seinem Haus mit der Nr. 55 auf der Porchester Terrace im Londoner Stadtteil Bayswater unweit der Kensington Gardens. Sein Grab befindet sich auf dem Brookwood Cemetery in Woking, Surrey.

## Nachwirkungen

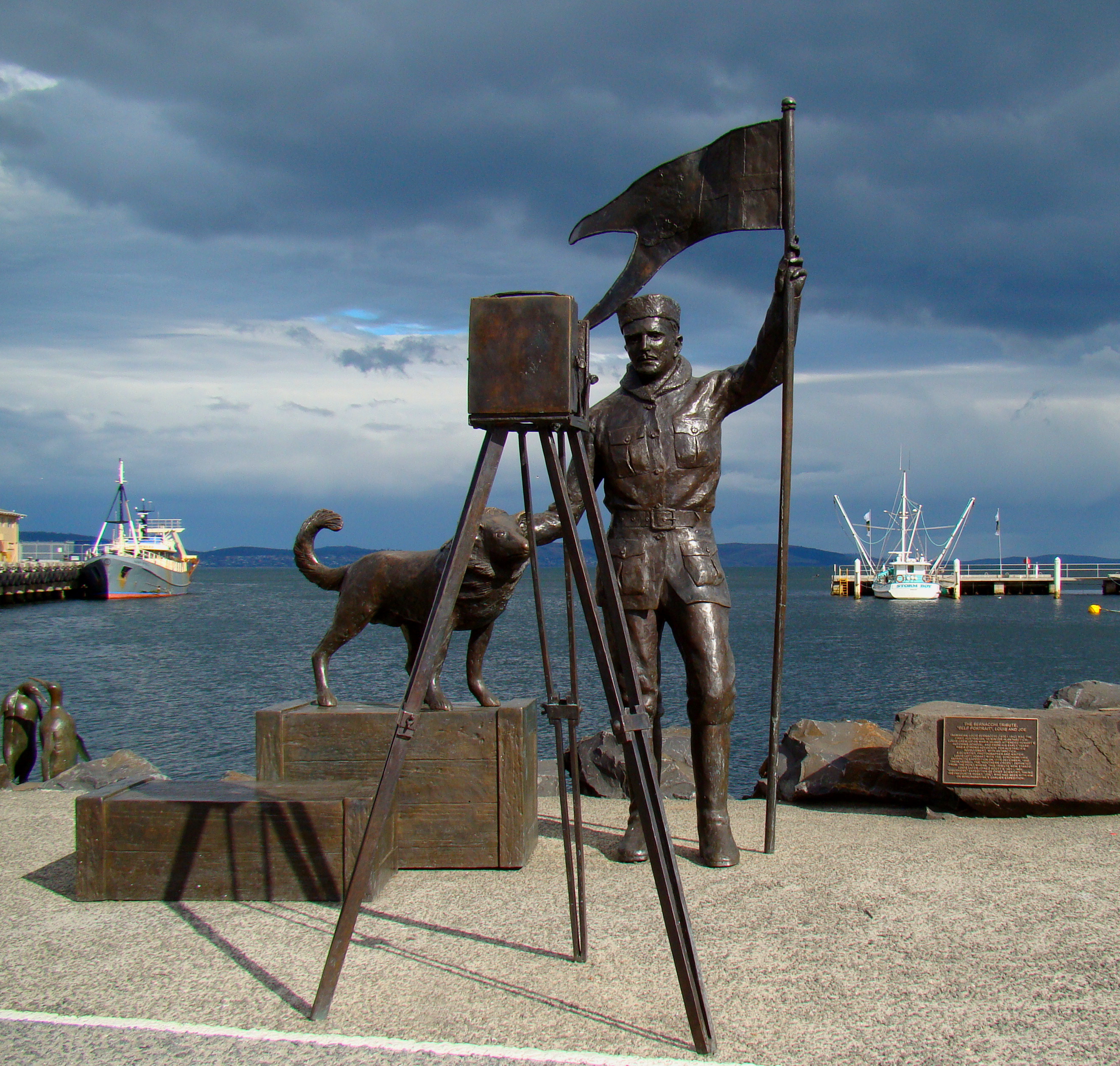
Statue nach dem Abbild Louis Bernacchis in Sullivans Cove, Hobart, Tasmanien

Nach Louis Bernacchi sind das Kap Bernacchi (77° 29′ S, 163° 51′ O) und die Bernacchi-Bucht (77° 27′ S, 163° 49′ O) benannt, die sich beide an der dem McMurdo-Sund angrenzenden Küste des antarktischen Viktorialands befinden, sowie das Bernacchi Head (76° 11′ S, 168° 23′ O), ein Kliff am Südende der antarktischen Franklin-Insel. Zudem ist Bernacchi Namensgeber des von George Albert Boulenger beschriebenen Antarktisdorsches Trematomus bernacchii.
Bernacchis Enkelin Janet Crawford veröffentlichte 1999 die Tagebücher ihres Großvaters über die Southern-Cross-Expedition unter dem Titel That first Antarctic Winter.
Die australische Post gab im Jahr 2001 in der Serie Australians in the Antarctic eine 5-Cent-Briefmarke mit dem Abbild Louis Bernacchis heraus.
Im Hafen von Sullivans Cove bei Hobart enthüllte am 10. September 2002 der Premierminister des australischen Bundesstaates Tasmanien Jim Bacon eine vom Bildhauer Stephen Walker (1927–2014) geschaffene Statue, die Louis Bernacchi nachempfunden ist. Die Statue ist Bestandteil einer Installation, die Walker The Bernacchi Tribute Sculptures betitelte und zu der auch das bronzene Abbild des Schlittenhunds Joe gehört, der Bernacchi auf die Southern-Cross-Expedition begleitet hatte. In der linken Hand hält Bernacchis Standbild einen Fahnenmast mit seinem stilisierten Schlittenwimpel bei der Discovery-Expedition, auf dem neben dem englischen Georgskreuz als Wappen das Kreuz des Südens abgebildet war und der den in maorischer Sprache aus dem Evangelium nach Matthäus (Kapitel 7, Vers 7) entliehenen Bibelspruch trug „Rapua, Rapua Ka Kitea“ (deutsch: „Suchet, suchet und ihr werdet finden“).

## Ergänzungen
1. ↑  V.l.n.r: Edward Wilson, Ernest Shackleton, Albert Armitage, Michael Barne (1877–1961), Dr. Reginald Koettlitz, Reginald Skelton, Robert Falcon Scott, Charles Royds, Louis Bernacchi, Hartley Ferrar und Thomas Hodgson (1864–1926)